# کوهووتوو
کوهووتوو (به چکی: Kohoutov) یک منطقهٔ مسکونی در جمهوری چک است که در منطقه تروتنوف واقع شده‌است.